# Dióxido de xenônio
Dióxido de xenônio, ou óxido de xenônio(IV), é um composto de xenônio e oxigênio com a fórmula XeO2, sintetizado em 2011. É sintetizado a 0 °C por hidrólise de tetrafluoreto de xenônio (com 2,00 mol/L de H2SO4). 

## Estrutura
XeO2 tem uma estrutura estendida (cadeia ou rede) na qual xenônio e oxigênio têm números de coordenação de quatro e dois, respectivamente. A geometria no xenônio é quadrada planar, consistente com o modelo de VSEPR para quatro ligantes e dois pares solitários (ou AX4E2 na notação da teoria VSEPR).
Além disso, a existência de uma molécula de XeO2 foi prevista por um método ab initio vários anos antes por Pyykkö e Tamm, mas esses autores não consideraram uma estrutura estendida.

## Propriedades
O composto 
XeO2 é um sólido amarelo-laranja. É um composto instável, com meia-vida de cerca de dois minutos, desproporcionando em 
XeO3 e gás xenônio. Sua estrutura e identidade foram confirmadas esfriando-o para -78 °C para que a espectroscopia Raman pudesse ser realizada antes da decomposição.